# هالة 22 درجة
هالة 22 درجة (بالإنجليزية: 22° halo)‏ هي ظاهرة بصرية جوية تتكون من هالة نصف قطرها الظاهري 22 درجة تقريبًا حول الشمس أو القمر. وقد يُطلق عليها حول الشمس هالة الشمس. وحول القمر تُعرف أيضًا باسم حلقة القمر أو حلقة العاصفة أو هالة الشتاء. تتشكل هذه الهالة عندما تَكسِرُ ضَوءَ الشمس أو ضوءَ القمر ملايين بلورات الجليد المسدسة المعلقة في الغلاف الجوي. يبلغ نصف قطرها، كما يُرى من الأرض، طول اليد الممدودة على طول الذراع تقريباً.